# Соловьёв, Михаил Николаевич (эпидемиолог)
Михаи́л Никола́евич Соловьёв (29 мая 1886, Елец, Орловская губерния — 28 марта 1980, Харьков) — эпидемиолог, действительный член АМН СССР (с 1945), заслуженный деятель науки УССР (с 1946).

## Биография
Родился 29 мая 1886 года в г. Елец Орловской губернии в семье страхового агента. 

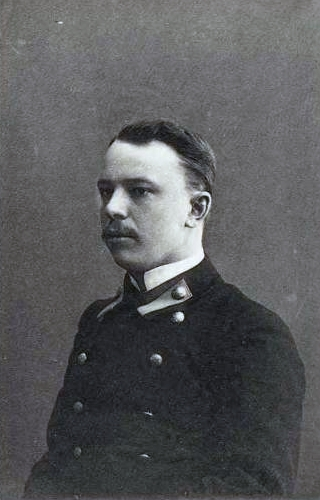
М. Н. Соловьёв, 1911 год

В 1904 году окончил Елецкую мужскую гимназию, в 1911 году — медицинский факультет Московского университета (лекарем с отличием). Работал участковым врачом в Елецком уезде.
В 1914 году прошёл специализацию по микробиологии на курсах, организованных Бактериологическим институтом Харьковского медицинского общества. Во время Первой мировой войны был младшим врачом конно-артиллерийского дивизиона, врачом санитарно-гигиенического отряда корпуса. Там он познакомился с Д. К. Заболотным, участвовал в ликвидации крупной эпидемии холеры, сыпного и возвратного тифа.
С 1917 года был заведующим химико-бактериологической лабораторией Одесского военного госпиталя; в 1918 году — городской эпидемиолог в Одессе. В 1919 году стал заведующим бактериологическим отделением лаборатории военного госпиталя. С 1920 года работал на кафедре эпидемиологии Одесского медицинского института, сначала — ассистент, затем приват-доцент.
В 1925 году переехал в Харьков, где началась его научно-педагогическая деятельность, связанная с четырьмя институтами города: Украинским санитарно-бактериологическим институтом, Украинским институтом усовершенствования врачей, медицинским и фармацевтическим институтами. В 1925—1930 годах он занимал должность старшего ассистента по курсу эпидемиологии на кафедре гигиены в Харьковском медицинском институте. В 1930 году он организовал в этом институте кафедру эпидемиологии и возглавлял её почти 40 лет (1930—1969). Одновременно он заведовал эпидемиологическим отделом Украинского санитарно-бактериологического института им. И. И. Мечникова (1925—1931) и кафедрой микробиологии Харьковского фармацевтического института (1932—1937). В 1933 году ему было присвоено звание профессора, в 1936 году — учёная степень доктора медицинских наук без защиты диссертации. Также, в 1937—1941 и 1944—1948 годах он заведовал кафедрой эпидемиологии Украинского института усовершенствования врачей в Харькове.
За активную работу во время Великой Отечественной войны был отмечен премией Совнаркома РСФСР, награждён медалями и многочисленными грамотами. В 1945 году был избран действительным членом Академии медицинских наук СССР, в 1946 году ему присуждено почётное звание Заслуженного деятеля науки УССР. В 1953 году был награждён орденом Ленина.
Умер в Харькове 28 марта 1980 года.

## Вклад
Труды Соловьева (более 70) посвящены различным вопросам эпидемиологии, иммунитета, профилактики инфекционных болезней (в частности холеры, малярии, детских и кишечных инфекций), среди др. монографии и учебники: «Оспа и оспопрививание» (1932), «Эпидемиология дифтерии» (1932), «Пища. инфекции и интоксикации» (1935), «Руководство по эпидемиологии» (1936), «Эпидемиология кори» (1938).